# Frederick Carl Frieseke
Frederick Carl Frieseke (Owosso, 7 aprile 1874 – Le Mesnil-sur-Blangy, 28 agosto 1939) è stato un pittore statunitense.
Fu uno dei maggiori impressionisti americani.

## Biografia
Frederick Carl Frieseke nacque in una cittadina del Michigan, figlio del titolare di un'impresa edile. Dopo la morte della madre nel 1881 la famiglia si trasferì in Florida e tornò nel Michigan solo nel 1892. Frederick iniziò allora i suoi studi d'arte presso l'Art Institute of Chicago, dove rimase per quattro anni, per poi recarsi a New York alla Art Student League, dove restò sino al 1897.
Nel 1898 partì per la Francia, e vi rimase tutta la vita, pur continuando a tornare spesso in patria in occasione delle sue mostre o per particolari lavori.
A Parigi si iscrisse all'Académie Julian ed ebbe come maestri Jean-Joseph Benjamin-Constant e Jean-Paul Laurens.
Nel 1899 si recò a Étaples e a Montreuil-sur-Mer dove si erano formate delle piccole colonie di artisti americani. A Montreuil lavorò usando tinte neutre e piuttosto scure, dai contrasti poco marcati, che in seguito avrebbe decisamente abbandonato.
Il suo primo mecenate e "agente" fu Rodman Wanamaker, un ricco americano di New York che curò i suoi interessi in America. Ma Frieseke viveva ormai tutto l'anno a Parigi, e nel 1900 cominciò a trascorrere l'estate a Giverny, dove affittò una casa adiacente a quella di Claude Monet. L'anno seguente, con l'inizio del nuovo secolo, espose per la prima volta alla Société nationale des Beaux-Arts.
Dopo diverse altre mostre importanti di successo (Expo di Saint Louis, Expo di Monaco, e altre), nel 1909 si presentò con 17 opere alla Biennale di Venezia e nel 1910 i suoi quadri furono presenti alla Madison Art Gallery di New York, assieme a quelli del "Gruppo di Giverny".
Nel 1912 realizzò la sua prima "personale" alla Macbeth Gallery e, in Francia, ricevette la Legion d'onore. Sempre lo stesso anno Frieseke si trasferì da Parigi a Le Mesnil-sur-Blangy, in Normandia, dove aveva acquistato una fattoria. Trascorse lì molti anni e, quando cominciò a desiderare di tornare in America, si ammalò. Frederick Frieseke morì nella sua fattoria di Mesnil-sur-Blangy il 28 agosto del 1939, all'età di 65 anni.

## Musei e collezioni
Le opere di Frieseke sono presenti nei maggiori Musei e Collezioni, fra cui le principali sono:
- Addison Gallery of American Art, Andover, Massachusetts
- Art Institute of Chicago
- Brigham Young University Museum of Art, Provo, Utah
- Brooklyn Museum, New York
- Butler Institute of American Art, Ohio
- Chrysler Museum of Art, Norfolk, Virginia
- Corcoran Gallery of Art, Washington D.C.
- Crocker Art Museum, Sacramento, California
- Cummer Museum of Art and Gardens, Jacksonville, Florida
- Detroit Institute of Arts
- Grand Rapids Art Museum
- Hirshhorn Museum and Sculpture Garden, Washington D.C.
- Huntington Library, San Marino, California
- Indianapolis Museum of Art
- Los Angeles County Museum of Art
- Maier Museum of Art presso il Randolph College, Lynchburg, Virginia
- Metropolitan Museum of Art, New York City
- Minneapolis Institute of Arts
- Museo franco-americano del castello di Blérancourt
- Museo Léon Dierx, Saint-Denis, Réunion
- Museo d'Arte Moderna di Ca' Pesaro, Venezia
- Museum of Fine Arts, Boston
- Museum of Fine Arts, Houston, Texas
- Museum of the National Academy of Design, New York City
- Musée des Impressionnistes, Giverny
- National Gallery of Art, Washington D.C.
- National Museums Liverpool
- New Britain Museum of American Art, Connecticut
- North Carolina Museum of Art, Raleigh
- Pennsylvania Academy of the Fine Arts, Filadelfia
- Philadelphia Museum of Art
- Shiawassee Arts Center, Owosso, Michigan
- Smithsonian American Art Museum, Washington D.C.
- Telfair Museum of Art, Savannah, Georgia
- Terra Foundation for American Art, Chicago
- Thyssen-Bornemisza Museum, Madrid
- Wichita Art Museum

## Galleria d'immagini

### La toeletta

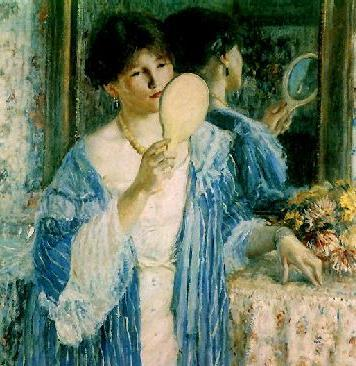
Lo specchio 1
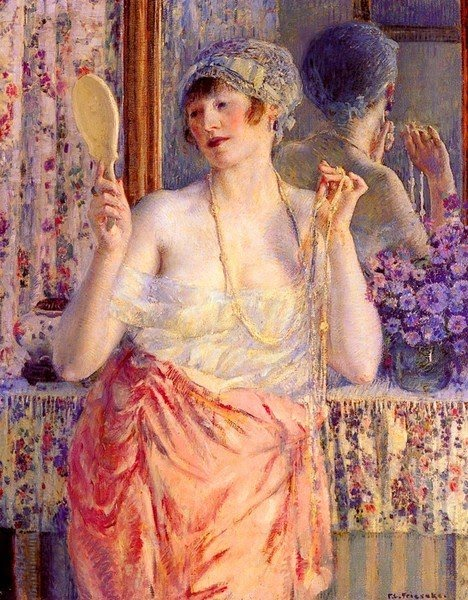
Lo specchio 2
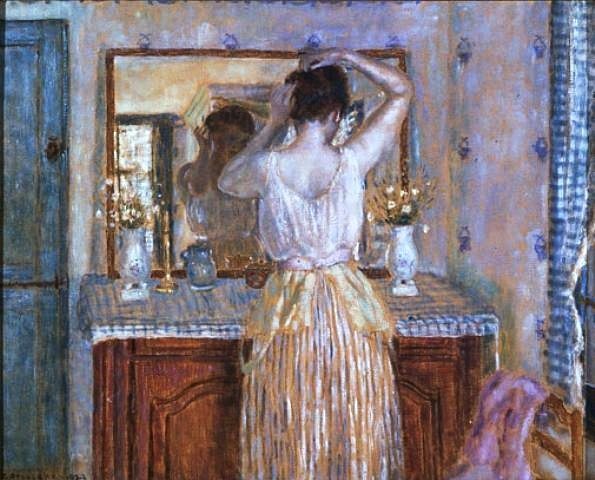
In camera
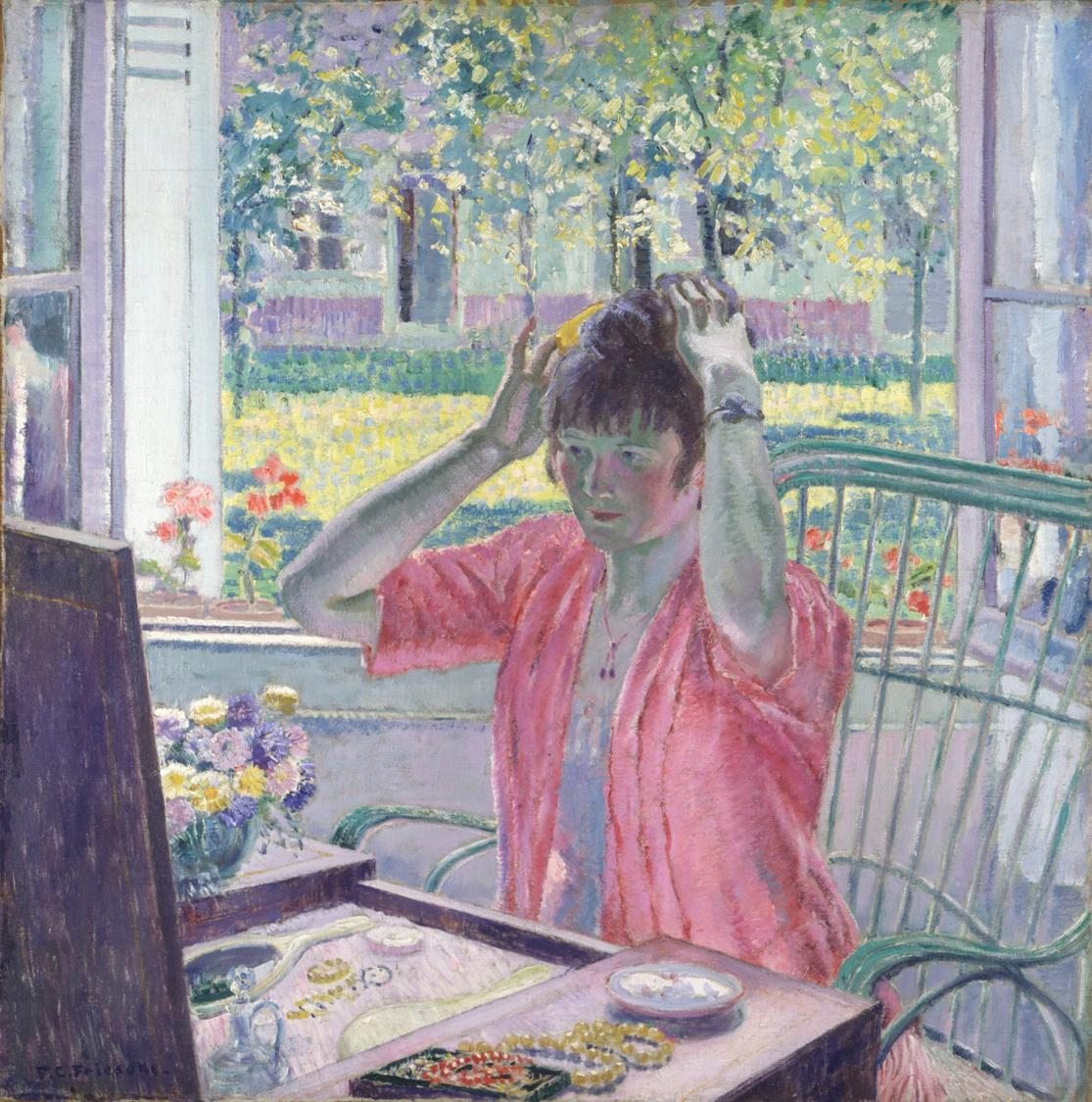
La finestra, 1915
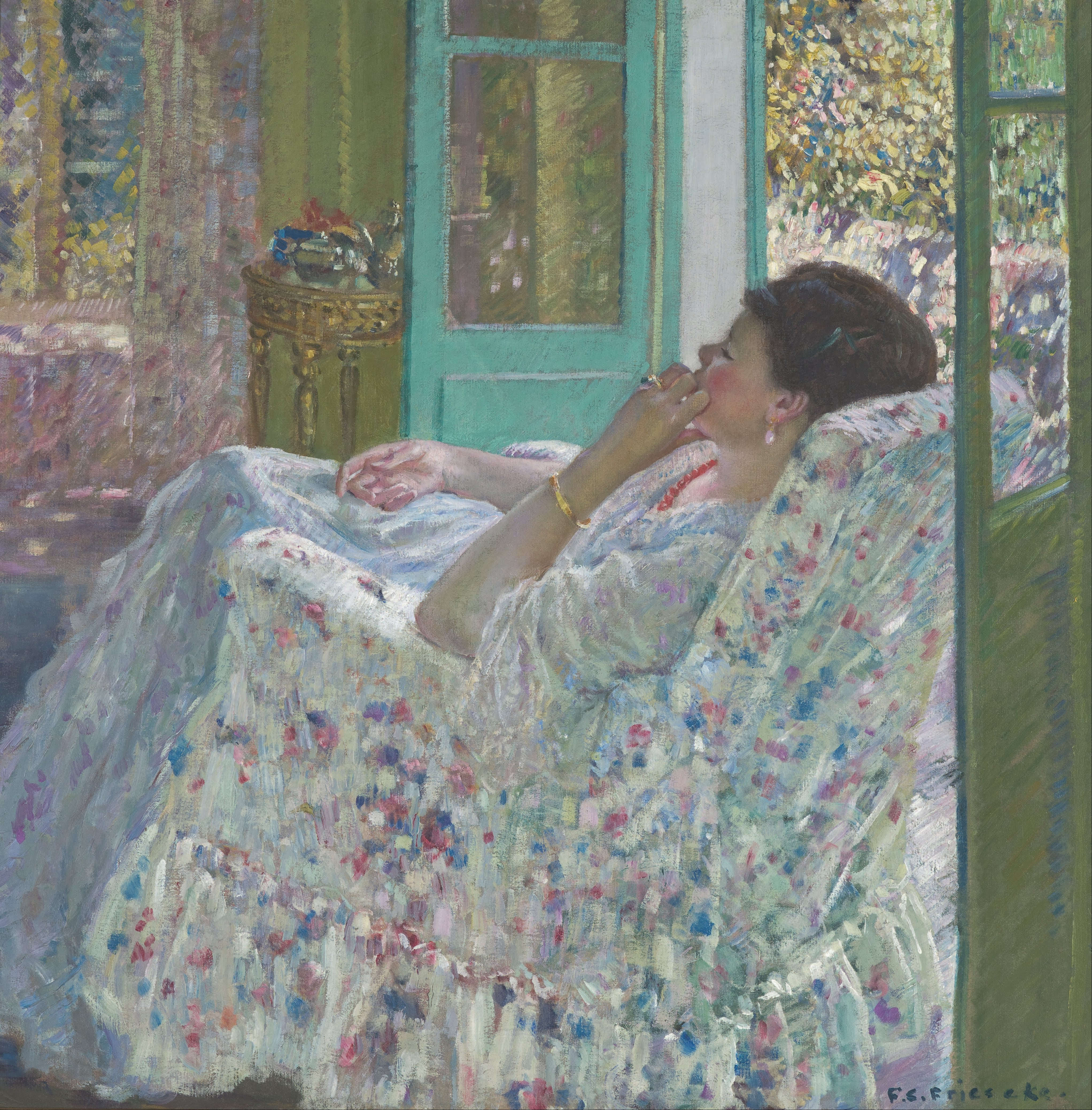
Meriggio, 1910

### In giardino

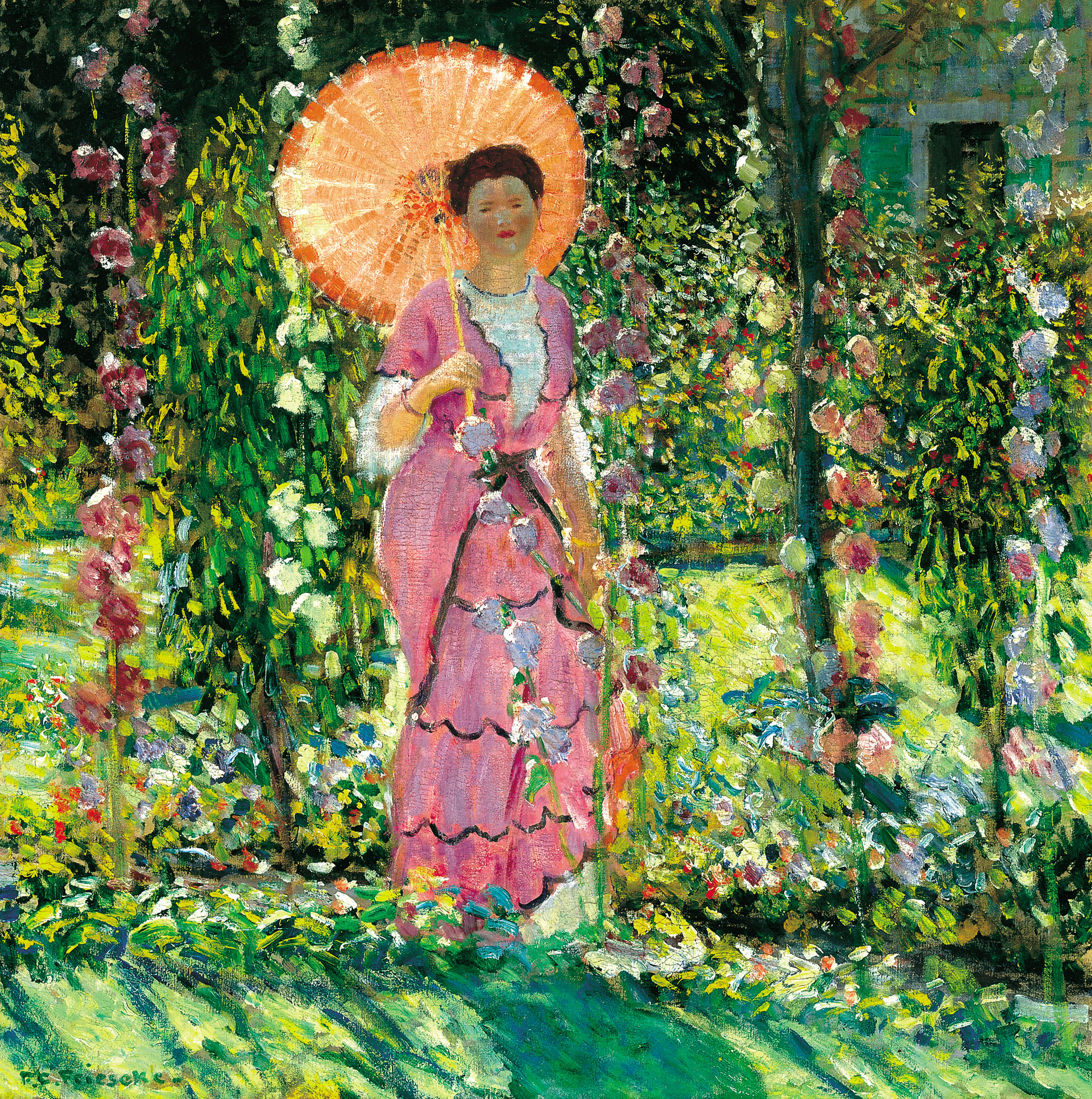
Hollyhocks, 1912–1913
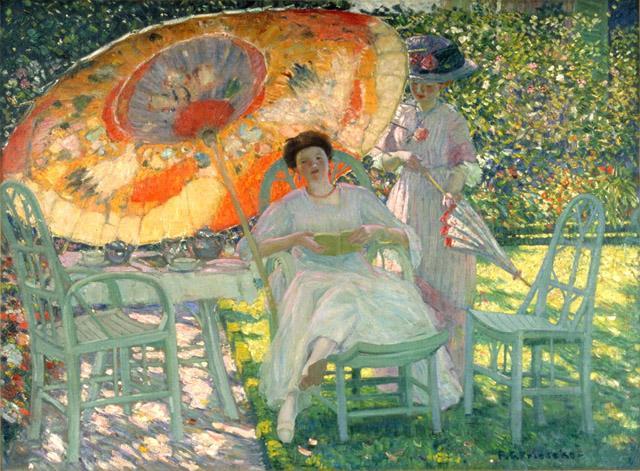
L'ombrellone, 1910
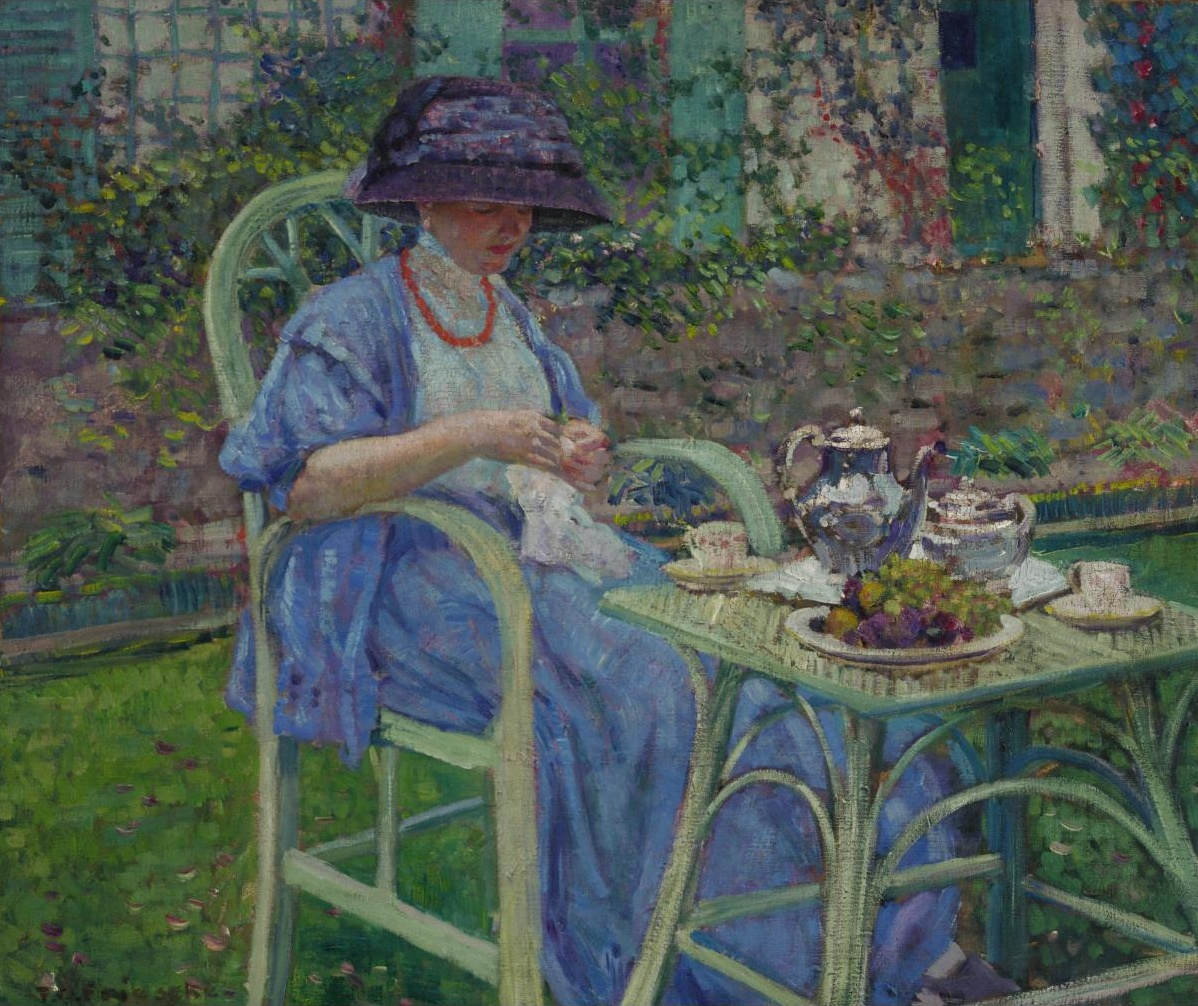
Colazione in Giardino, 1911
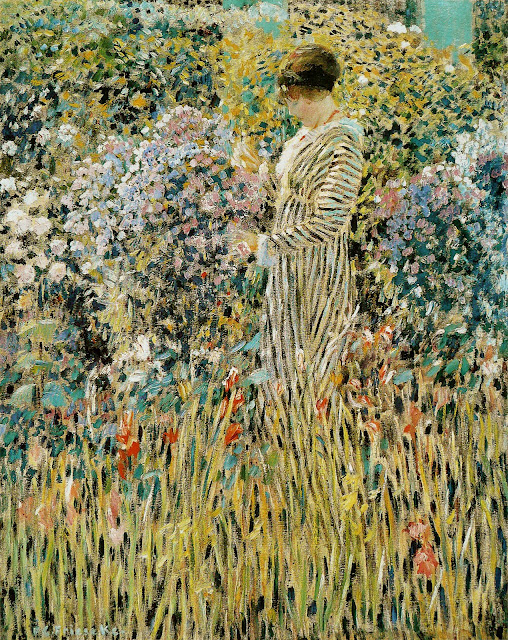
Signora in giardino, 1912
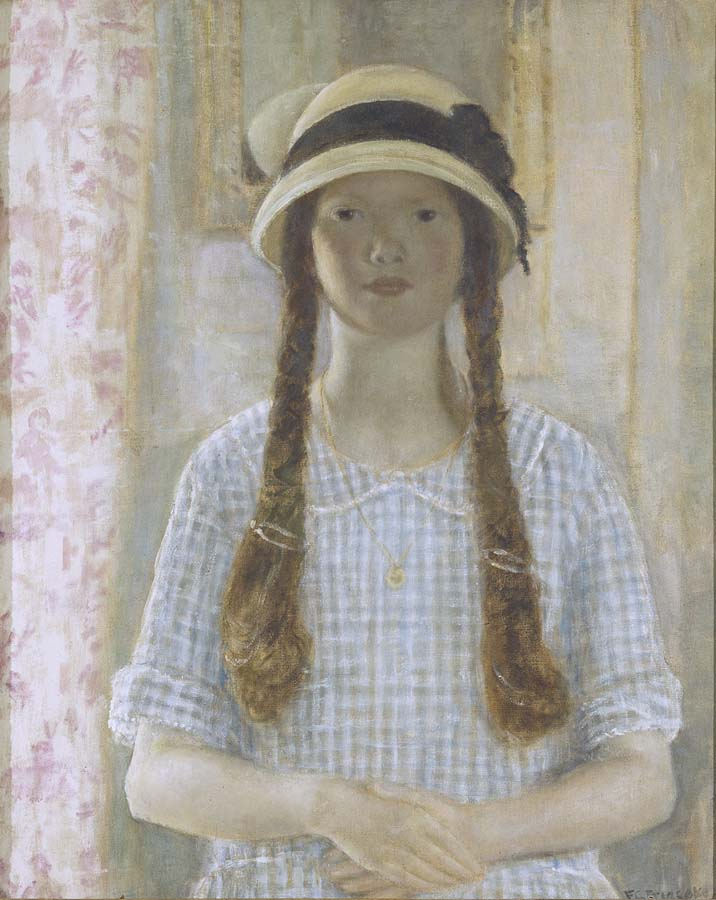
Frances, 1924

### Nudi

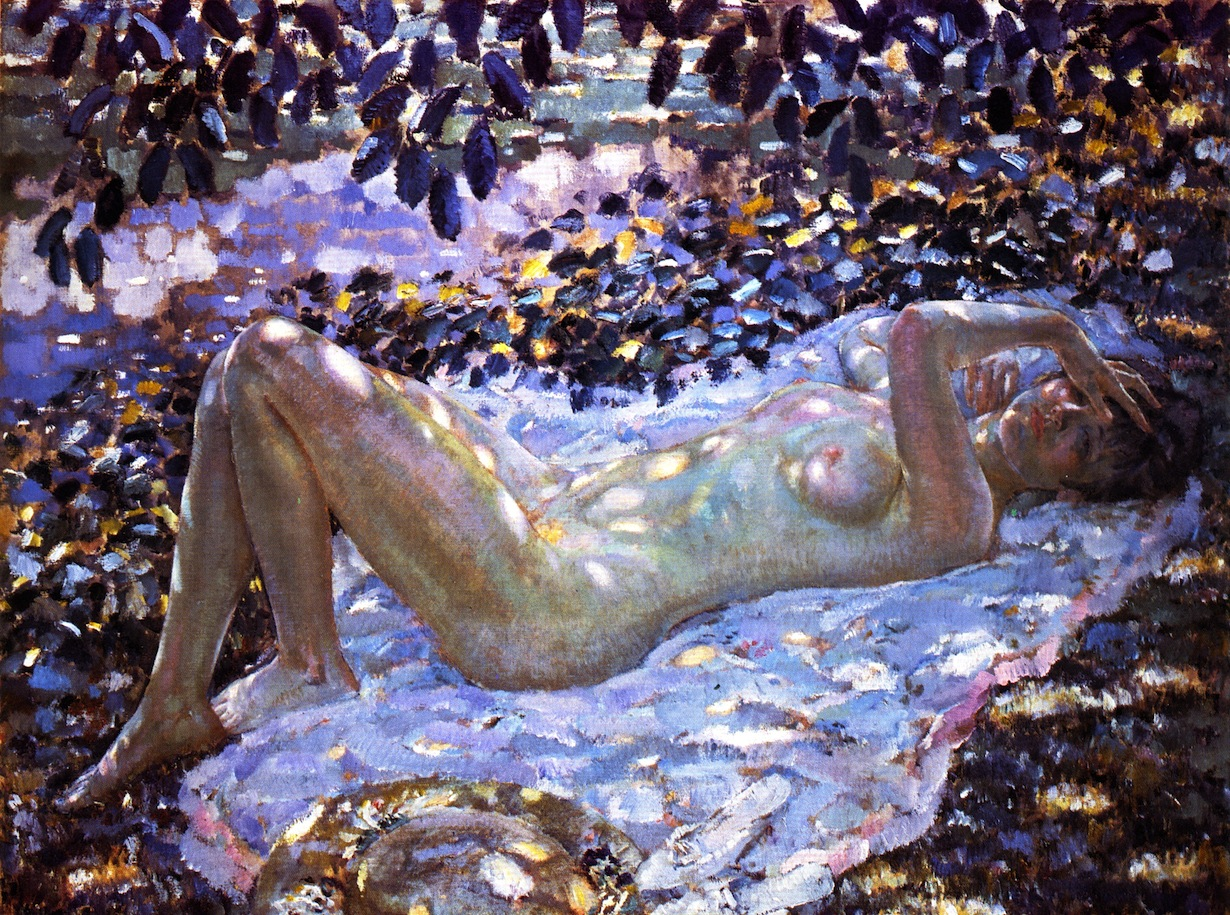
Nudo sotto l'albero, 1915
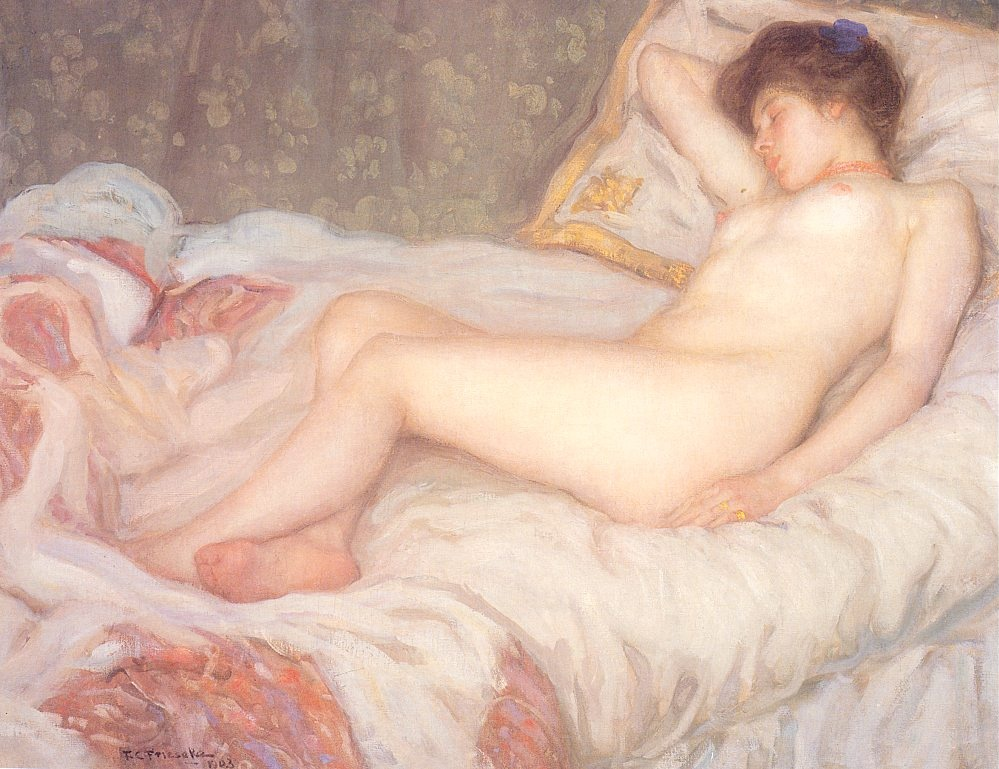
Nudo dormiente, 1903
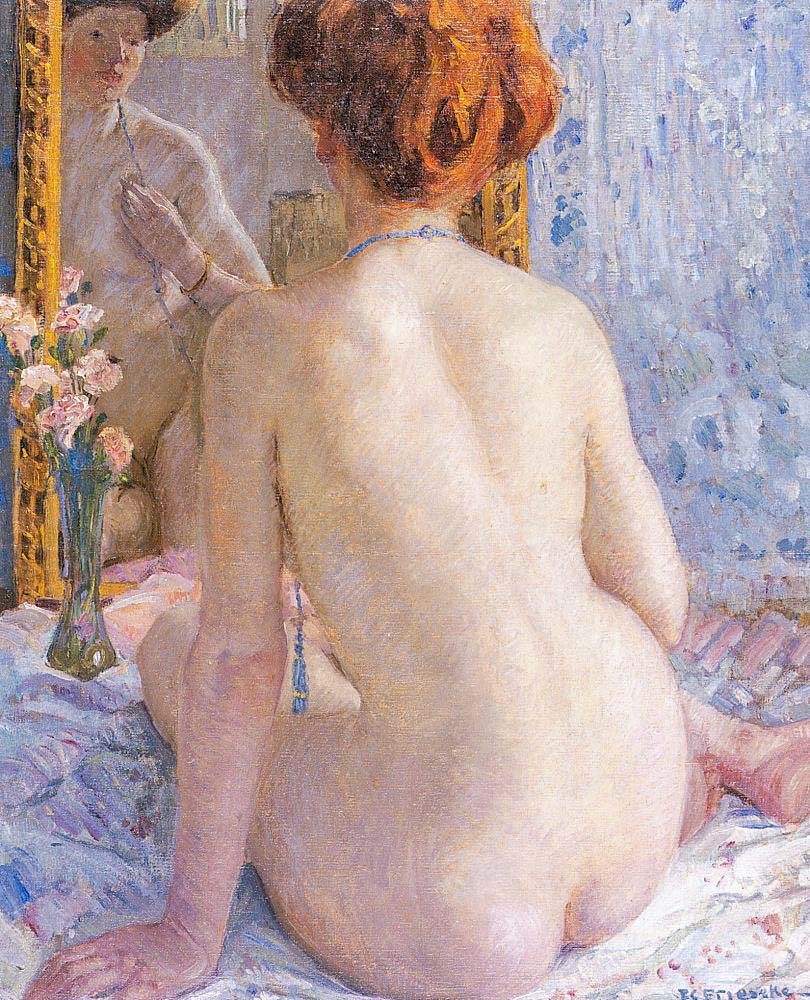
Nudo riflesso, 1909
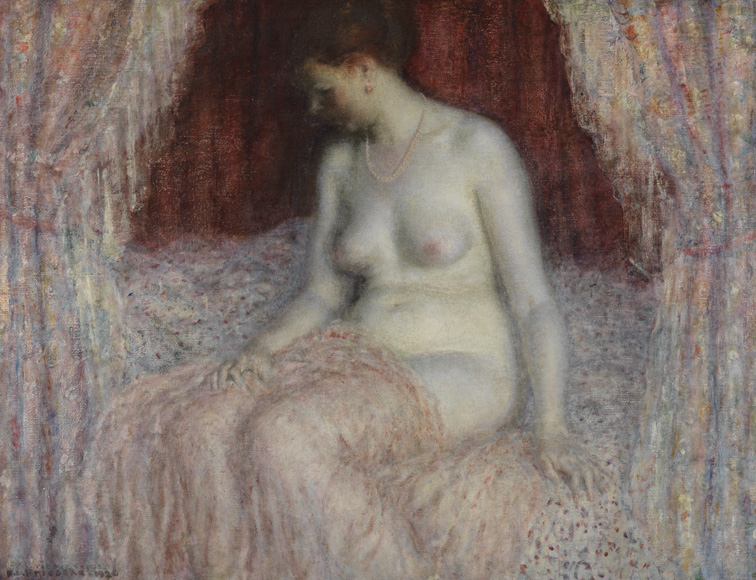
Nudo seduto, 1920
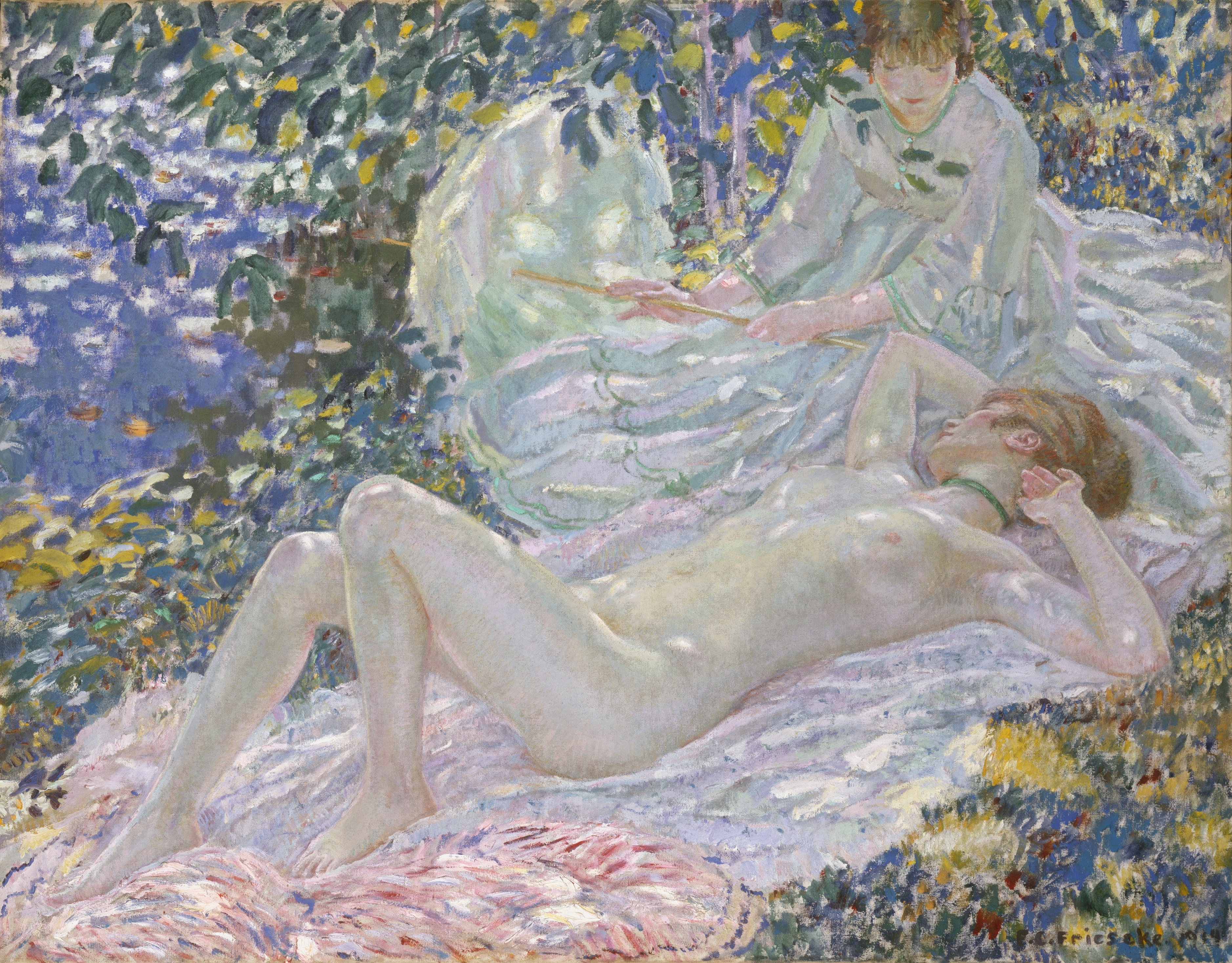
Estate

### Altro

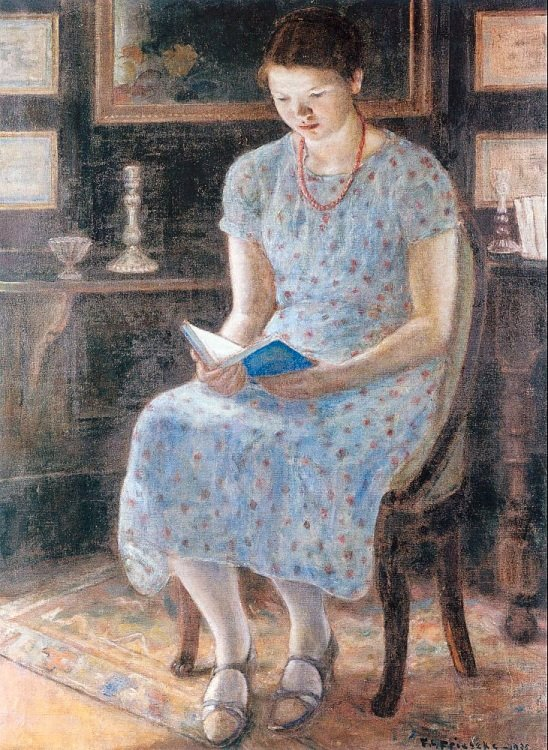
La lettura

### Libri
- (FR) Benoît Blanc, Des Américains à Montreuil. Harry Van der Weyden et les peintres anglo-saxons à Montreuil entre 1880 et 1930, Montreuil-sur-Mer, Les Amis des Musées et du Patrimoine de Montreuil-sur-Mer, 2015,  pp. 55-56, ISBN 2-9519975-4-X.
- (EN) David B. Dearinger, Painting and Sculpture in the Collection of National Academy of Design, New York, Hudson Hills Press, 2004, ISBN 1-55595-029-9.
- (EN) Frederick C. Frieseke, Uneventful Reminiscences. A Childhood in Florida, New York, Hollis Taggart Galleries, 2000, ISBN 0-9705723-0-1.
- (EN) William H. Gerdts, American Impressionism, New York, Abbeville Press, 2001, ISBN 0-7892-0737-0.
- (EN) William H. Gerdts e Claude Monet, Monet's Giverny. An Impressionist Colony, New York, Abbeville Press, 1993, ISBN 1-55859-386-1.
- (EN) Donelson F. Hoopes, The American Impressionists, New York, Ediz.Watson-Guptill Publications, 1972, ISBN 0-8230-0212-8.
- (EN) Nicholas Kilmer, Virginia M. Mecklenburg, David Sellin e H. Barbara Weinberg, Frederick Carl Frieseke: The Evolution of an American Impressionist, Savannah, Georgia, Telfair Museum of Art, 2001, ISBN 0-691-08922-1.
- (EN) Eugen Neuhaus, The History and Ideals of American Art, Palo Alto, California, Stanford University Press, 1931,  p. 269.

### Periodici
- (EN) E. A. Taylor, The Paintings of F. C. Frieseke, in The Studio, vol. 62, Londra, Cory, Adams & Mackay, 1893.